# Aksella Luts
Aksella Luts (nacida Aksella Hildegard Kapsta; Moscú, 10 de octubre de 1905 – Pärnu, 8 de enero de 2005) fue una actriz, guionista, bailarina, coreógrafa, montadora de cine y fotoperiodista estonia.

## Primeros años
Aksella Luts nació como Aksella Hildegard Kapsta en Moscú, de padres estonios Martin y Maria Kapsta (de soltera Mark). Era la mediana de tres hermanos; su hermana Erica Regina nació en 1903 y su hermano Alfred en 1911. La familia regresó a Estonia cuando ella era muy pequeña. Cursó estudios de secundaria en Tartu, donde se graduó en 1924, antes de asistir a clases de danza en Tartu y, posteriormente, en la Union des Professeurs de Danse de France (UDPDF) de París, donde estudió danza moderna. A los 19 años se casó con el futuro cineasta estonio Theodor Luts (hermano menor del escritor Oskar Luts) y ambos abrieron un estudio de danza en Tartu.

## Cine
En 1927, Theodor Luts fundó Tartu Filmiühing (Tartu Film Society) y, aprovechando los conocimientos que había adquirido de cineastas de París y Berlín, la pareja comenzó a escribir el guion de la película muda patriótica Noored kotkad (Young Eagles), que fue el primer largometraje histórico dramático de Estonia. Se financió mediante un préstamo bancario. La película era una narración dramática de la guerra de Independencia de Estonia de 1918-1920 y se rodó en Tartu, Mustvee y Värska en el verano de 1927. Theodor dirigió, actuó como director de fotografía y tuvo varios pequeños papeles en la película. Aksella apareció en la película como actriz y fue la maquilladora. Noored kotkad suele considerarse la piedra angular del cine estonio.
Después de que Theodor realizara varios documentales sobre naturaleza y cultura en el cine mudo para Eesti Kultuurfilm, la pareja escribiría conjuntamente el guion del melodrama de 1932 Päikese lapsed (Los hijos del sol). La película sería el primer largometraje sonoro en lengua estonia; fue coproducida por Erkki Karu, de la finlandesa Suomi-Filmi, y Theodor Lutsu Filmiproduktsioon. Theodor volvería a dirigir y Aksella coreografiaría un número de baile, mientras que el actor estonio Ants Eskola tendría un papel protagonista.

## Viajes al extranjero
En 1938, Theodor y Aksella se trasladaron a Helsinki, Finlandia, donde Theodor esperaba ampliar sus estudios. De 1938 a 1944, Aksella trabajó como guionista bajo el nombre de pluma de Antti Metsalu para Fenno-Filmi OY, fundada por su marido e Yrjö Norta. Muchos de sus guiones de la época eran de carácter antisoviético.
En 1944, el matrimonio se trasladó a Estocolmo, Suecia, donde Aksella trabajó como bibliotecaria y archivera en la Folk Universitetet. Tras la Segunda Guerra Mundial y la anexión de Estonia por la Unión Soviética, se trasladaron a la ciudad de São Lourenço, cerca de São Paulo, en la región sur de Brasil. En Brasil, la pareja estableció su residencia permanente. Aksella Luts trabajó principalmente con su marido en su nueva empresa cinematográfica Theodor Lutsu firma como guionista, autora de manuscritos, ayudante de cámara, montadora y reportera gráfica. Fue miembro fundador y secretaria de la Estonian Evangelical Lutheran Church en São Paulo (EELK São Paulo Kogudus), trabajó como bibliotecaria en la Estonian-Brazilian New Cultural Association (Eesti-Brasiilia Kultuuriühing Uus), trabajó como montadora de cine en Milo Harbichi Films y fue nombrada Miembro Honorario de la Academia de Ciencias y Letras de São Lourenço por la introducción de la cultura estonia en Brasil.

## Últimos años
Tras la muerte de Teodoro Luts, el 24 de septiembre de 1980, Aksella permaneció en Brasil hasta 1996, año en que regresó a Estonia y se instaló en Pärnu. Concedió frecuentes entrevistas en televisión y radio y fue nombrada miembro honorario de la Eesti Kinoliit (Estonian Filmmaker's Association). Murió en 2005, a los 99 años, su cuerpo fue velado en el Museo de Arte Nuevo de Pärnu y fue posteriormente fue incinerada. Sus cenizas fueron trasladadas a Brasil y enterradas al lado de las de su marido en el cementerio de São Lourenço.